# Йохан Фугер Стари
Йохан Фугер „Стари“ (на немски: Johann Fugger „der Ältere“; * 1 юни 1583; † 28 април 1633, Телфс, Тирол) от линията „Лилията“ (фон дер Лилие), е германски бизнесмен, граф на Фугер-Кирхберг, господар на дворец Веленбург (в Аугсбург) и Бос и Бабенхаузен.

## Биография
Той е третият син на търговеца граф Якоб III Фугер (1542 – 1598), господар на Бабенхаузен, Веленбург, Бос, и съпругата му Анна Мария Илзунг фон Тратцберг (1549 – 1601), дъщеря на Георг Илзунг фон Тратцберг и Анна Лоебл, фрайин фон Грайнбург. Внук е на търговеца и банкера граф Антон Фугер (1493 – 1560) и съпругата му Анна Релингер фон Боргау (1511 – 1548).
След смъртта на баща му през 1598 г. Йохан Фугер Стари управлява между другото господствата Бабенхаузен и Бос. През 1620 г. господствата се поделят и малко след това се разменят. Брат му Максимилиан (1587 – 1629) става господар на Бабенхаузен, а Йохан господар на Бос.
Йохан Фугер Стари умира на 28 април 1633 г. в Телфс, област Инсбрук, Тирол, Австрия, на 49 години. Погребан е в Щамс.

## Фамилия
Йохан Фугер Стари се жени на 20 февруари 1605 г. в Зигмаринген и на 20 април 1605 г. в Бабенхаузен за Мария Елеонора фон Хоенцолерн-Зигмаринген (* 29 октомври 1586; † 1668), дъщеря на граф Карл II фон Хоенцолерн-Зигмаринген (1547 – 1606) и графиня Еуфросина фон Йотинген-Валерщайн (1552 – 1590), дъщеря на граф Фридрих V фон Йотинген-Валерщайн († 1579). Те имат 12 деца:
- Якоб Фугер фон Кирхберг и Вайсенхорн (* 19 януари 1606/1588; † 24 август 1632, Нюрнберг), граф Фугер, женен за Юлиана Сидония Фугер фон Кирхберг и Вайсенхорн (* 13 януари 1604; † 29 август сл. 1632)
- Мария Елеонора Фугер цу Кирхберг и Вайсенхорн (1607 – 1607)
- Мария Анна Фугер цу Кирхберг и Вайсенхорн (* 20 януари 1608, Бабенхаузен; † 3 септември 1654), омъжена за фрайхер Готлиб фон Залбург-Фалкенщайн († 3 септември 1649, Риден)
- Мария Катарина Фугер-Кирхберг-Вайсенхорн (* 25 януари 1609; † 9 юли 1685, погребана в Амберг), графиня Фугер, омъжена 1640 г. за граф Кристиан фон Ортенбург (1616 – 1684)
- Мария Еуфросина Фугер-Кирхберг-Вайсенхорн (* 9 януари 1610; † 1630), графиня Фугер, монахиня в манастир Холцен (1610 – 1630)
- Мария Якобея Фугер-Кирхберг-Вайсенхорн (* ок. 1611; † 11 януари 1693), графиня Фугер, приорин в манастир Св. Катарина Аугсбург
- Мария Сибила Фугер-Кирхберг-Вайсенхорн (* 23 май 1612; † 1632), графиня Фугер, монахиня в манастир Св. Катарина Аугсбург
- Йохан Франц Фугер фон Кирхберг-Вайсенхорн в Бабенхаузен (* 5 септември 1613; † 1 декември 1668), граф Фугер, господар в Бабенхаузен, женен за Мария Кордула Фьолин фон Фрикенхаузен (* 30 септември 1614; † 1685), родители на Йохан Рудолф Фугер фон Кирхберг-Вайсенхорн (1658 – 1693)
- Мария Маргарета Фугер-Кирхберг-Вайсенхорн (1614 – 1656); графиня Фугер, монахиня в Холцен, след това в Инцигкофен
- Карл Фугер-Кирхберг-Вайсенхорн (1615 – 1615)
- Мария Максимилиана Фугер-Кирхберг-Вайсенхорн (* 15 декември 1616, Аугсбург; † 1687), графиня Фугер, субприорин в Холцен
- Йохан Фугер-Кирхберг-Вайсенхорн във Велден (* 5 август 1618, Аугсбург; † януари 1663, Хаймертинген), господар на Бос, Хаймертинген, Плес и Ледер